# William Steffens
William Steffens, norveški general, * 1880, † 1964.